# Atabaskowie
Atabaskowie (Atapaskowie, ang. Athabasca Indians, Athapasca Indians) – potoczna nazwa dużej grupy plemion Ameryki Północnej posługujących się językami atabaskańskimi (atapaskańskimi ang. Athabascan lub Athapascan) i zamieszkujących kilka odrębnych części kontynentu:
- północno-zachodnią Kanadę i Alaskę (grupy mówiące 31 językami Atabasków Północnych),
- Oregon i Kalifornię (grupy mówiące 7 językami Atabasków Zachodniego Wybrzeża),
- południowo-zachodnie Stany Zjednoczone i północny Meksyk (grupy mówiące 7 językami Atabasków Południowych).

Liczebność w roku 2000: Według danych U.S. Census Bureau, podczas spisu powszechnego w 2000 roku 8168 obywateli USA zadeklarowało, że jest pochodzenia wyłącznie Alaskan Athabascan, zaś 11 493 – wyłącznie lub między innymi Alaskan Athabaskan. Ponadto 234 osoby zadeklarowało pochodzenie wyłącznie Oregon Athabascan, zaś 338 – wyłącznie lub między innymi Oregon Athabascan. Osoby deklarujące pochodzenie z pozostałych plemion atabaskańskiej grupy językowej (w tym najliczniejsi Nawahowie) wykazywane były podczas spisu powszechnego jako oddzielne plemiona.